# Carinthischer Sommer

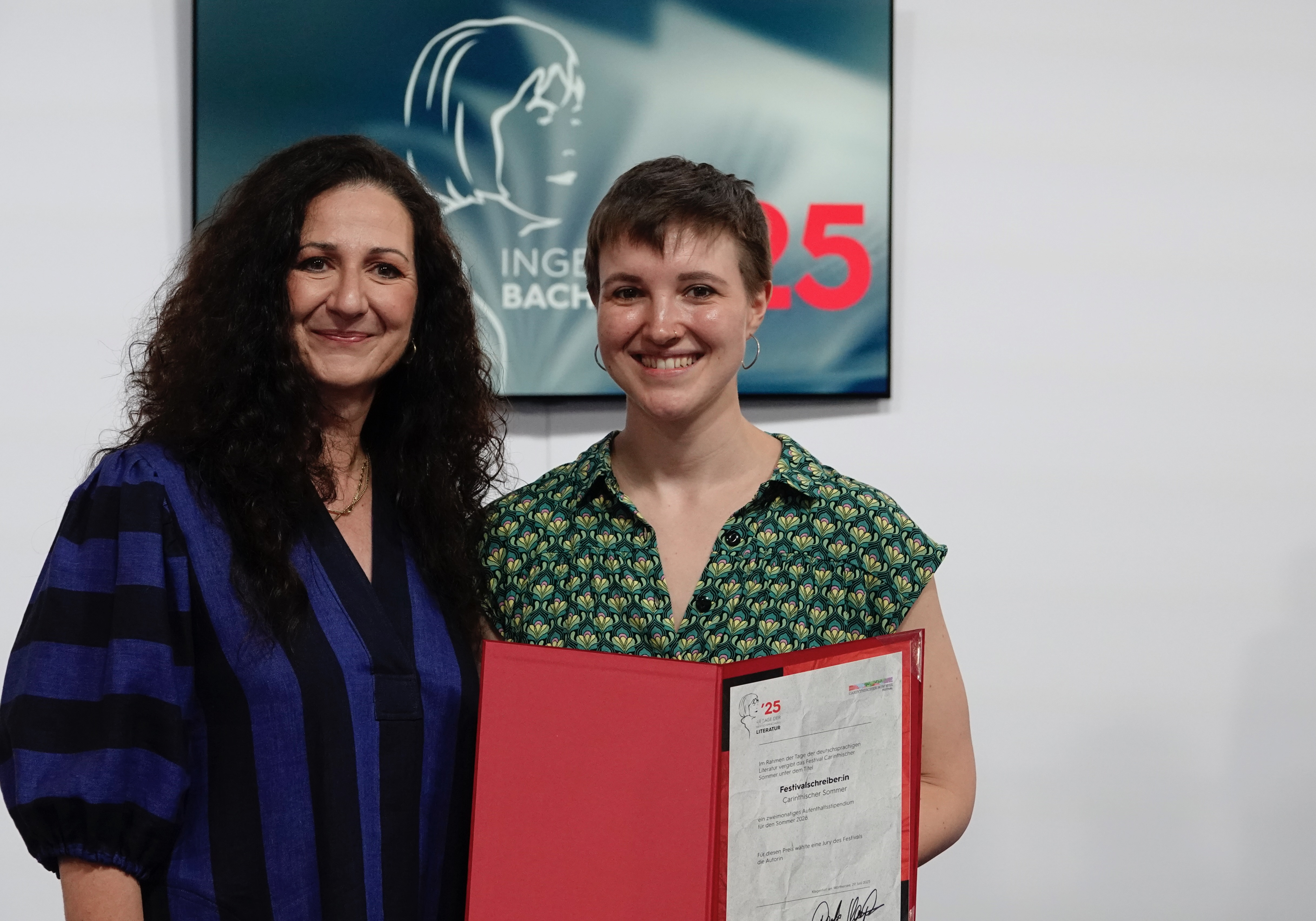
Tara Meister bei der Ernennung zur ersten Festivalschreiberin Carinthischer Sommer bei den Tagen der deutschsprachigen Literatur 2025

Der Carinthische Sommer ist ein Musik- und Kulturfestival im österreichischen Bundesland Kärnten. Es wurde 1969 in Ossiach gegründet und findet seither jährlich in den Monaten Juli und August in Ossiach, seit 1972 auch in der Stadt Villach sowie seit 2003 auch an anderen Spielstätten in Kärnten statt.

## Programmschwerpunkte
Das Festspielprogramm wurde auf den Schwerpunkten Meisterkonzerte, Kammermusik und Orchesterkonzerte sowie Seminare und Symposien aufgebaut.
Seit 1974 ist ein besonderes Programmmerkmal die „Ossiacher Kirchenoper“, so mit der österreichischen Erstaufführung von Benjamin Brittens Der verlorene Sohn (1975) und Uraufführungen (ab 1982 zumeist Kompositionsaufträge des Festivals) von sakralen Musiktheaterwerken zeitgenössischer österreichischer Komponisten (u. a. Cesar Bresgen, Herbert Lauermann, Karl Heinz Füssl, Dieter Kaufmann, Kurt Schwertsik, Ivan Eröd, Peter Planyavsky, Thomas Daniel Schlee, Bruno Strobl, Gottfried von Einem).
In Villach wurden zwischen 1993 und 2003 auch Kammeropern aus der Feder zeitgenössischer Komponisten uraufgeführt (Gerhard Schedl, Wolfram Wagner, Hugo Käch, René Clemencic).
1982 wurde der „Carinthische Kindersommer“ gegründet, der Kinder als aktiv Mitwirkende in das große Festspielgeschehen integrieren sollte.
Internationale Reputation erhielt das Festival durch weltberühmte Solisten und Dirigenten wie Claudio Abbado, Aigul Akhmetshina, Benjamin Appl, Leonard Bernstein, Karl Böhm, Yefim Bronfman, Grace Bumbry, Montserrat Caballé, José Carreras, René Clemencic, Alma Deutscher, Christoph von Dohnányi, Wladimir Fedossejew, Bernarda Fink, Ádám Fischer, James Galway, Bruno Ganz, John Eliot Gardiner, Nicolai Gedda, Valery Gergiev, Emil Gilels, Martin Grubinger, Hilary Hahn, Hans und Martin Haselböck, Michael Heltau, Cyprien Katsaris, Lukas Kranzelbinder, Gidon Kremer, Elisabeth Leonskaja, Marjana Lipovšek, Lorin Maazel, Oleg Maisenberg, Mischa Maisky, Neville Marriner, Zubin Mehta, Tobias Moretti, Riccardo Muti, Sir Roger Norrington, David Oistrach, Seiji Ozawa, Boris Pergamenschikow, Markus Poschner, Will Quadflieg, Ruggero Raimondi, Carole Dawn Reinhart, Katia Ricciarelli, Mstislaw Rostropowitsch, Peter Schreier, Horst Stein, Henryk Szeryng und viele mehr.
Internationale Orchester waren das Israel Philharmonic Orchestra, Mariinsky-Orchester St. Petersburg, Tschaikowsky-Orchester Moskau, Orchestra Filarmonica della Scala, Orchestra del Maggio Musicale Fiorentino, London Symphony Orchestra sowie die Wiener Philharmoniker. Hinzu kamen Gastspiele von Kammeropern wie der Moskauer Kammeroper, Scottish Opera und Warschauer Kammeroper.

## Spielstätten
Die zentralen Spielstätten des Festivals sind die Stiftskirche Ossiach und das Congress Center Villach. Bis 2003 wurde ausschließlich in Ossiach (Stiftskirche, Barocksaal und Rittersaal des Stiftes, Stiftshof sowie an Bord des Motorschiffs MS Ossiach) und in Villach (Congress Center, Bamberg-Saal des ehemaligen Parkhotels, Stadtpfarrkirche St. Jakob (Paracelsushof)) gespielt. Ab 2004 wurde die „Carinthische Landschaft“ durch die Erschließung neuer Spielstätten im näheren Umkreis von Ossiach und Villach (Domenig Steinhaus, Bergkirche Tiffen, Schloss Damtschach, Ossiacher Tauern) erweitert. 2009 kam noch der dem Stift Ossiach zugebaute Alban-Berg-Saal dazu. Seit 2016 werden zusätzlich Räume und Gärten von Kärntner Familien und Institutionen für die Reihe „Salonkonzerte“ bespielt.

## Geschichte
Die Initiatoren und Gründer waren der Ossiacher Pfarrprovisor Jakob Stingl, der Musiker (Solotrompeter der Wiener Philharmoniker) und Manager Helmut Wobisch sowie Nikolaus Fheodoroff (Komponist, Dirigent, Pianist und musikalischer Leiter des ORF-Landesstudio Kärnten).
Das Gründungskonzert in der Stiftskirche Ossiach, dem barocken Sakralraum und zentralen Schauplatz der ersten Jahre des Festspiels, spielte am 25. Juni 1969 der Pianist Wilhelm Backhaus – als Benefiz für die Anschaffung einer neuen Orgel, die 1971 eingeweiht wurde und den Namen Wilhelm-Backhaus-Gedächtnisorgel erhielt.
1970 wurde der Verein Carinthischer Sommer gegründet. Obmann des Vereins und künstlerischer Leiter in Personalunion war bis zu seinem Tod im Jahr 1980 Helmut Wobisch, der das Festival aufbaute, programmatisch kontinuierlich anreicherte (Kirchenoper als „Markenzeichen“ ab 1974) und zu internationaler Anerkennung (u. a. mit dem ersten europäischen Leonard-Bernstein-Festival, 1977) führte.
1972 kam als „zweite Heimat“ die Draustadt Villach mit ihrem neu errichteten Kongresshaus dazu. Der Reigen der seither dort stattfindenden großen Orchesterkonzerte wurde von David Oistrach und dem Moskauer Philharmonischen Orchester eröffnet.
Mit Wobischs Tod erfolgte eine Trennung zwischen Intendanz und Vereinsführung. Vereinsobmann wurde der Festival-Mitbegründer Nikolaus Fheodoroff, der dieses Ehrenamt 30 Jahre (1980–2010) ausübte.
Als Intendantin mit künstlerischer, organisatorischer und finanzieller Alleinverantwortung bestellte der Verein im März 1980 die seit den Anfängen als Assistentin für das Festival tätige Theaterwissenschaftlerin und Kulturmanagerin Gerda Fröhlich, damals die erste Frau in einer derartigen Funktion. Sie erweiterte das Festivalprogramm über die Klassikschiene hinaus mit Aufträgen an zeitgenössische österreichische Komponisten für Ossiacher Kirchenopern (12 Uraufführungen) sowie für Kinderopern im Rahmen des neuen Schwerpunktes „Carinthischer Kindersommer“. Nach 24 Spielzeiten trat sie mit Jahresende 2003 in den Ruhestand.
Ihr folgte 2004 der Komponist, Organist und Kulturmanager Thomas Daniel Schlee, der weiterhin Kirchenopernproduktionen aus der Feder internationaler Komponisten mit Komponistenportraits programmierte sowie mit „cs alternativ“ einen neuen Zyklus mit Jazz und Weltmusik einführte.
Seit Jänner 2016 ist der Musikwissenschaftler und -manager Holger Bleck geschäftsführender Intendant des Carinthischen Sommers. An neuen Spielorten, wie in Kärntner Schlössern und Gärten, finden Musiksalons, Picknick- und Stationenkonzerte statt. Mit dem Format: „CS unterwegs“ werden avantgardistische Bearbeitungen von Volksmusik im öffentlichen Raum auf Strecken der ÖBB kostenfrei angeboten. Jazz, Cross-Over und Singer-Songwriter sind gleichberechtigt neben der klassischen Musik vertreten. Im August 2022 wurde bekanntgegeben, dass Beck mit Ende der Saison 2023 die Intendanz beim Carinthischen Sommer beendet.
Seit 2025 wird im Rahmen des Ingeborg-Bachmann-Preises das Stipendium als Festivalschreiber vergeben. Erste Preisträgerin war Tara Meister.

## Künstlerische Leitung/Intendanz
- 1969–1979: Helmut Wobisch
- 1980–2003: Gerda Fröhlich
- 2004–2015: Thomas Daniel Schlee
- 2016–2023: Holger Bleck[5]
- 2024–2029: Nadja Kayali[7]

## Verein/Obleute
- 1969–1979: Helmut Wobisch
- 1980–2010: Nikolaus Fheodoroff
- 2011–2016: Walburga Litschauer
- 2017–2022: Klemens Fheodoroff

Zu Ehrenmitgliedern wurden nachstehende Stammkünstler des Carinthischen Sommers ernannt: Paul Badura-Skoda, Rudolf Buchbinder, Gottfried von Einem, Robert Holl, Christa Ludwig.